# 배움을 나누는 사람들
배움을 나누는 사람들은 기초생활수급자, 차상위계층 등 교육의 기회가 적었던 학생들에게 양질의 교육기회를 제공하기 위한 자원봉사단체이다. 간단히 배나사라고도 한다.
중학교 1학년 2학기(여름)부터 3학년 1학기(봄)까지 수학교육을 진행한다.
종교 및 정치적인 문제에 대해서 중립을 지향한다.

## 언론보도
- 계명대-배움을 나누는 사람들, 인재양성 업무협약 <헤럴드경제> 2016.07.26
- 이준석의 '배나사', SH공사와 임대단지 중학생 무료강의 <연합뉴스> 2016.06.23
- 나눔의 선순환을 만들어나가는 '배움을 나누는 사람들' <오마이뉴스> 2014.03.25
- '배움을 나누는 사람들', 학원과 다른 무언가가 있다? <오마이뉴스> 2014.02.13
- 의왕, 교육격차 해소 사업 확대 <연합뉴스> 2011. 09.27
- 이주호 교과부 장관, 교육시설 방문 격려 <전자신문> 2011. 09. 09
- 한진, '배움을 나누는 사람들' 후원 <세계일보> 2011.08.01
- 의왕, “배움을 나누는 사람들” 교육장 문 열다 <연합뉴스> 2011.07.22
- 개천에서 용 나는 '교육 사다리' 세운다 <Weekly 공감> 2010.12.03
- 대학생 과외 봉사단체 “배움을 나누는 사람들” <Weekly 공감> 2010.11.29[깨진 링크(과거 내용 찾기)]
- 사다리를 세우자 “40~50점 받던 학생들, 1년 도와주니 우등생 돼” <조선일보> 2010.10.21